# Gouingo
Gouingo est une commune rurale située dans le département de Boudry de la province du Ganzourgou dans la région du Plateau-Central au Burkina Faso.

## Géographie
Le village de Gouingo est situé à environ 4 km au sud du chef-lieu du département voisin, Mogtédo.

## Santé et éducation
Le centre de soins le plus proche de Gouingo est le centre de santé et de promotion sociale (CSPS) de Mogtédo tandis que le centre médical avec antenne chirurgicale (CMA) le plus proche se trouve à Zorgho.